# جرنة أرصون
 جرنة أرصون هي إحدى القرى اللبنانية من قرى قضاء بعبدا في محافظة جبل لبنان.